# Erica lusitanica
Espèce
Classification APG III (2009)
La bruyère du Portugal  (Erica lusitanica) est une espèce de bruyère rare et protégée. Elle peut atteindre 1 à 3 mètres de hauteur et produit des fleurs blanches de février à mars

## Description

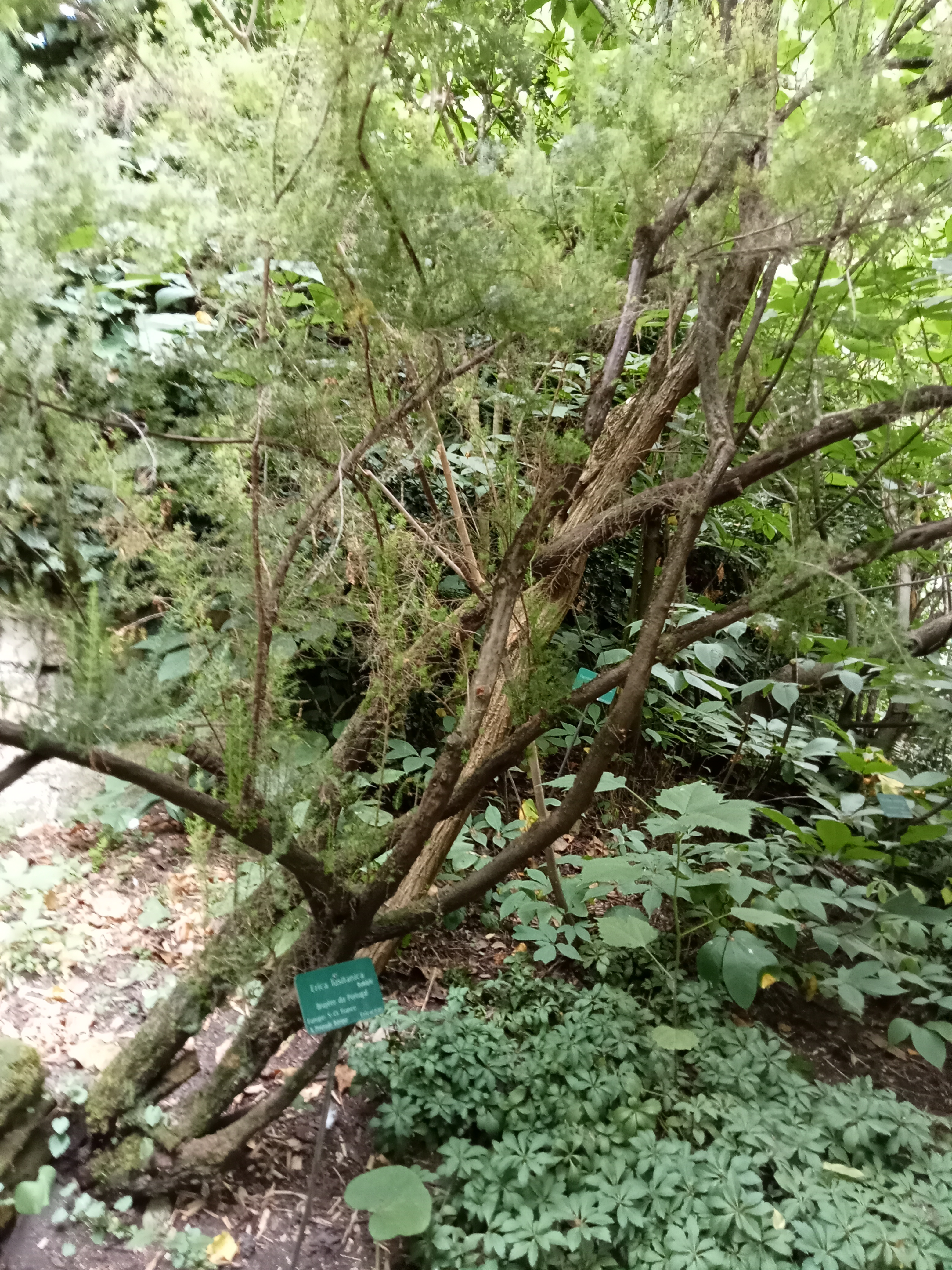
Spécimen âgé dErica lusitanica du Jardin alpin du jardin des plantes de Paris.

## Distribution et habitat
Subatlantique ibérique, avec quelques localisations dans les Pyrénées-Atlantiques, le nord des Landes, le sud de la Gironde. Naturalisée dans le Finistère.

## Statut de protection
Cette espèce est inscrite sur la liste des espèces végétales protégées sur l'ensemble du territoire français métropolitain en Annexe I.